# 奥祖陨石坑
奥祖陨石坑(Auzout)是位于危海东南一座较大的月球撞击坑，靠近月球正面的东侧边缘。它形成于早雨海世，其名称取自法国天文学家阿德里安·奥祖(Adrien Auzout)，并在1961年被国际天文联合会批准采纳。

## 描述

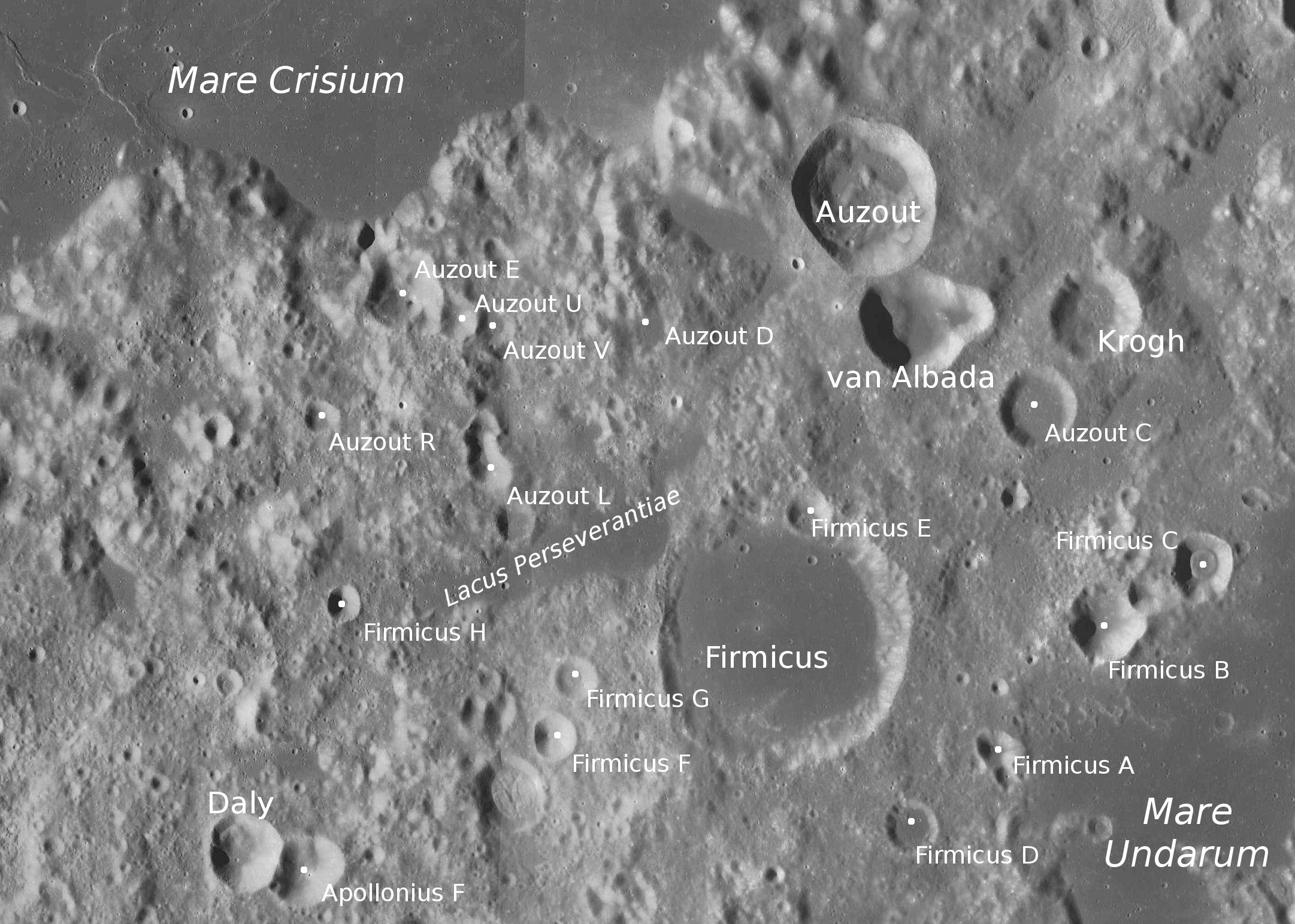
奥祖陨石坑周边图，月球勘测轨道飞行器拍摄。

从地球上看，由于透视作用该陨石坑酷似椭圆状，但实际外观更接近圆形。在它四周：西北毗邻列夫陨石坑(以俄罗斯男性名命名的小陨坑)、南侧附靠着更小的范阿尔巴达陨石坑、东北偏东则是更大的孔多塞环形山。另外，危海位于它的西北方，偏北处坐落着乌索夫山，在它后面延伸着哈克山脊；东北偏北有阿格鲁姆岬、东南面为浪海、
西南方是长存湖。该陨石坑的中心月面坐标为10°13′N 64°01′E / 10.21°N 64.01°E，直径32.92公里，深约3850米。
奥祖陨石坑已受侵蚀磨损，但外侧缘较为清晰，西南边缘较平直，内侧坡平滑并带有较高的反照率，在西侧坡底有坍塌痕迹，坑壁高出周围地形940米，陨坑总容积约710公里³。陨坑内横贯着几座较短的山脉，坑底北部有一座1200米高的中央山脉，陨坑西南靠近一道延伸自费尔米库斯陨石坑的高岭；东南绵延着一条又长又宽的无名月谷。

## 卫星陨石坑
按照惯例，最靠近奥祖陨石坑的卫星坑在月图上以字母标注在该坑中心点的旁边。
| 奥祖 | 月面坐标                        | 直径, 公里 |
| ---- | ------------------------------- | ---------- |
| C    | 8°47′N 65°16′E / 8.79°N 65.27°E | 17         |
| D    | 9°21′N 62°26′E / 9.35°N 62.43°E | 12         |
| E    | 9°34′N 60°40′E / 9.57°N 60.66°E | 17         |
| L    | 8°20′N 61°18′E / 8.34°N 61.30°E | 8          |
| R    | 8°42′N 60°02′E / 8.70°N 60.04°E | 8          |
| U    | 9°23′N 61°03′E / 9.39°N 61.05°E | 8          |
| V    | 9°20′N 61°19′E / 9.34°N 61.31°E | 8          |

下列陨石坑已被国际天文联合会重新更名。

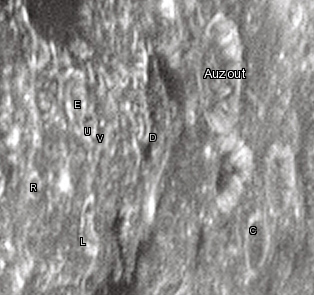
周边卫星坑图

- “奥祖 A” — 查看 范阿尔巴达陨石坑.
- “奥祖 B” — 查看 克罗陨石坑。